# دیمتری داشینسکی
دیمتری داشینسکی (انگلیسی: Dmitri Dashinski؛ زادهٔ ۹ نوامبر ۱۹۷۷) اهل بلاروس است.
او برنده چهار مدال المپیک و دو مدال المپیک در فضاهای آزاد است، یک مدال برنز در المپیک زمستانی ۱۹۹۸ در ناگنو ژاپن و مدال نقره ای در بازی‌های المپیک زمستانی ۲۰۰۶ در تورین ایتالیا است. او همچنین در بازی‌های المپیک زمستانی ۲۰۰۲ در شهر سالت لیک سیتی ایالات متحده آمریکا، و در بازی‌های المپیک زمستانی ۲۰۱۰ در ونکوور کانادا شرکت کرد.